# Schiregion Semmering
Der Skiverbund Schiregion Semmering ist eine lose Kooperation einiger Skigebiete in den Fischbacher Alpen am Semmering in Niederösterreich und der Steiermark.
Der Verbund umfasst:
- Schigebiet Zau[:ber:]g Semmering Hirschenkogel (Semmering-Hirschenkogel Bergbahnen) in Semmering – ein Skiberg
- Schigebiet Stuhleck (Berglift Stuhleck) bei Spital – ein Skiberg
- Schmolllifte in Steinhaus-Hasental – ein kleiner Familienlift

Die Region wurde 1989 begründet.
Zusammen hat die Schiregion Semmering 14 Liftanlagen, hauptsächlich Sessel- und Schlepplifte, und 40 Pistenkilometer. Der Hirschenkogel ist seit 1998 alle zwei Jahre Weltcup-Austragungsort (Riesenslalom, Flutlicht-Slalom), das Ereignis gilt als eines derjenigen mit dem größten Publikum.
Die Schigebiete sind bezüglich der Abfahrten und Aufstiegshilfen nicht verbunden, kooperieren aber preislich und mit diversen Kartenangeboten. Sie sind auch Mitglieder der umfassenden Skiregion Ostalpen.

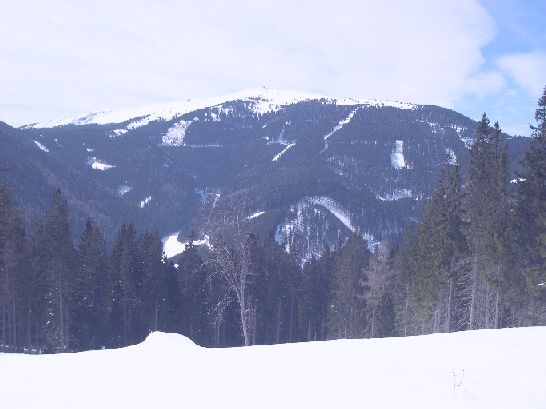
Stuhleck
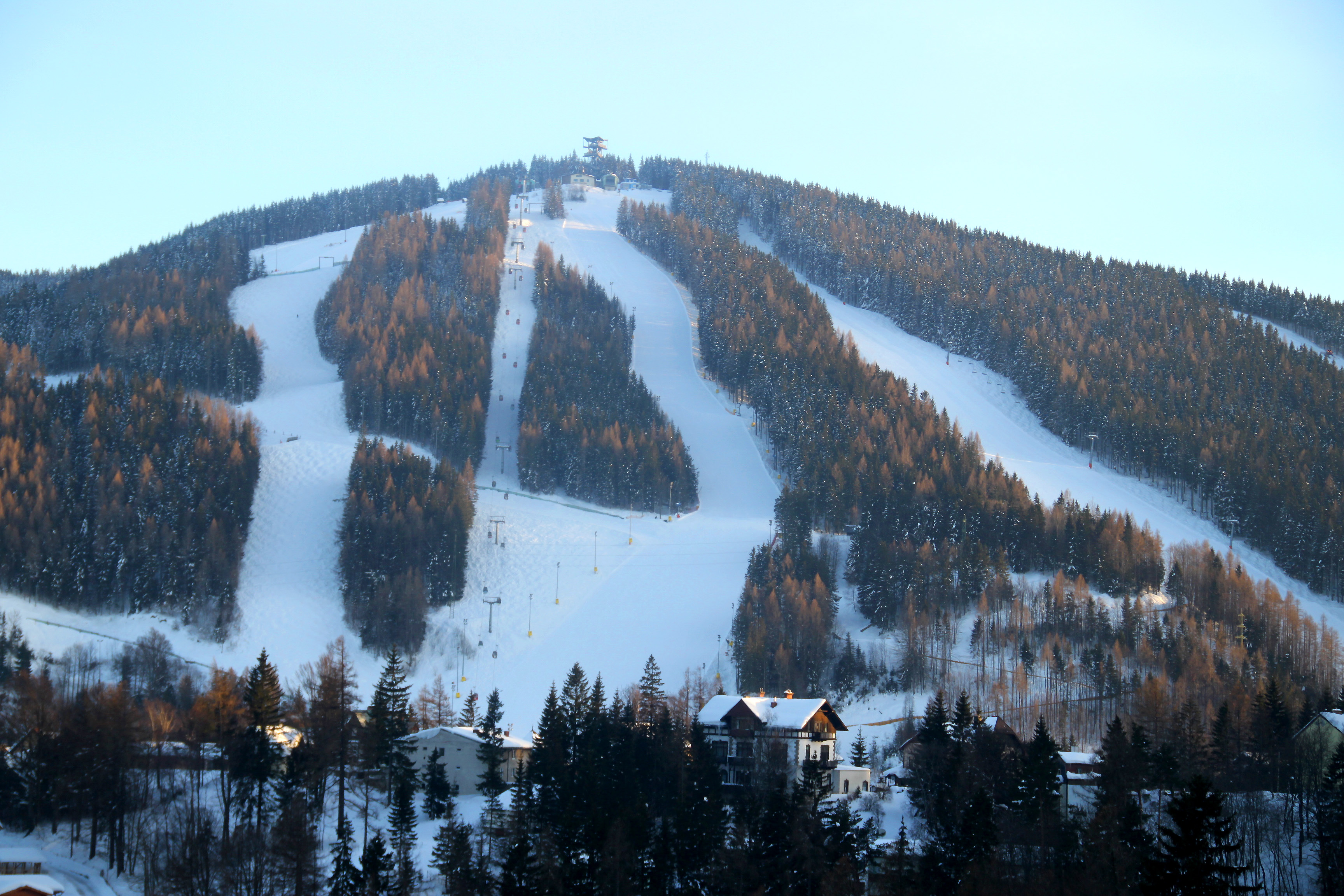
Hirschenkogel